# Meilensteintrendanalyse
Die Meilensteintrendanalyse (MTA) ist eine Methode des Projektmanagements, um den Projektfortschritt zu überwachen und so Terminverzögerungen frühzeitig erkennen zu können.
Viele Projekte sind mit hohen Risiken behaftet. Diese Risiken führen oft zu Terminverzögerungen von Teilprojekten, die dann wiederum Auswirkungen auf die Terminplanung des Gesamtprojekts haben.

## Voraussetzungen
Wichtige Voraussetzung für die MTA sind eindeutig definierte Meilensteine mit festen Terminen und den zu erreichenden Zielen. Ein Meilenstein kann zum Beispiel der Abschluss eines Teilprojekts sein. Auf Basis dieser Meilensteine lässt sich mittels der MTA ein Trend bzgl. der Termine erkennen und somit kann etwaigen Terminverschiebungen frühzeitig entgegengewirkt werden.

## Ablauf
Für eine Meilensteintrendanalyse sind fest definierte Meilensteintermine notwendig. Diese werden zu Beginn eines Projekts für die Projektplanung festgelegt. Für die MTA müssen diese Meilensteintermine regelmäßig überprüft und hinterfragt werden. Dies geschieht am besten in einer regelmäßigen (Status-)Besprechung (z. B. im Rahmen eines Projekt-Jour-fixe), bei dem möglichst alle Personen teilnehmen, die für einen oder mehrere der Meilensteine verantwortlich sind.
In diesen Besprechungen wird der Status eines jeden Meilensteins durchgesprochen. Dazu gehören unter anderem:
- Welche Aufgaben sind bereits erledigt?
- Welche Schwierigkeiten, Probleme sind seit der letzten Besprechung aufgetreten?
- Welche Schwierigkeiten, Probleme konnten seit der letzten Besprechung gelöst werden?
- Welcher Aufwand ist bis zum Erreichen des Meilensteins noch zu erledigen?
- Gibt es eine zeitliche Verschiebung des Meilensteins?

Sollte es zur zeitlichen Verschiebung eines Meilensteins kommen, so muss ein neuer Termin definiert werden. Dieser wird entsprechend in die MTA eingetragen.
In einer Statusbesprechung können für einen Meilenstein eine Terminbestätigung (d. h. der Meilensteintermin verschiebt sich nicht) oder ein neuer Termin (d. h. der Meilensteintermin verschiebt sich nach hinten oder vorn) bestimmt werden. Aus den Meilensteinterminen ergibt sich für jedes Projekt ein Trend. Dieser wird mittels der grafischen Auswertung der MTA visualisiert.

## Trendmuster

### Beispiel 1

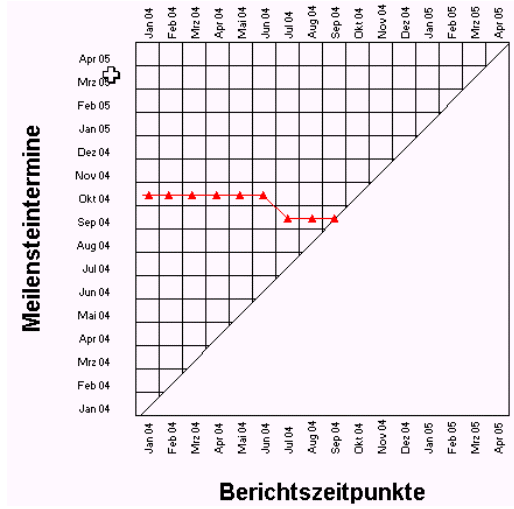
Beispiel 1

Beim Beispiel 1 ist die grafische Darstellung einer MTA über den Berichtszeitraum Januar bis September 2004 für einen Meilenstein zu sehen. In der ursprünglichen Planung war für diesen Meilenstein der Oktober 2004 als Endtermin vorgesehen. Aus der Grafik lässt sich entnehmen, dass sich ab Juni 2004 erkennen ließ, dass die Erfüllung des Meilensteins bereits im September 2004 erreicht sein würde.

### Beispiel 2

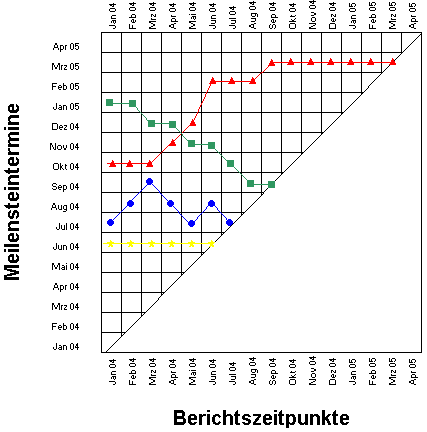
Beispiel 2

Neben dem oben bereits gezeigten Trendmuster (Meilenstein wird früher als ursprünglich erwartet erreicht) gibt es noch weitere bekannte Muster in der MTA. Beispiel 2 zeigt ein solches:
Grün: Der wiederholt fallende Verlauf der Reihe deutet auf eine Planung mit zu hohen Sicherheitspuffern hin. Der Meilenstein wird deutlich früher erreicht als geplant. Bei einer genaueren Terminvorhersage hätte zum Beispiel die Verteilung der Ressourcen optimiert werden können.
Rot: Hier zeigt sich das extreme Gegenteil der grünen Reihe. Der stark ansteigende Verlauf zeigt eine zu optimistische Terminplanung an. Der ursprünglich vorgesehene Termin kann nicht gehalten werden und muss mehrfach nach hinten verschoben werden.
Blau: Der Zickzackverlauf weist auf eine generelle große Unsicherheit in den Terminaussagen hin. Daher muss der Termin mehrfach vor- und wieder zurückverlegt werden. Andererseits zeigt sich hier, dass eventuell Probleme erkannt wurden, der Termin daher nach hinten verschoben werden musste, dann entsprechende Gegenmaßnahmen erfolgreich eingeleitet wurden und der Termin entsprechend wieder auf den ursprünglichen Termin vorverlegt werden konnte.
Gelb: Dies entspricht dem Idealverlauf von Meilensteinterminen. Die Terminschätzungen wurden fortlaufend bestätigt und der geplante Termin wird eingehalten.

## Bewertung und Interpretation
Die Interpretation der Reihen ist natürlich als Prognose des weiteren Verlaufs für das Projektmanagement weitaus interessanter als die oben aufgeführten Betrachtungen von bereits abgeschlossenen Meilensteinen.
Mit einiger Erfahrung und Augenmaß lassen sich mittels der MTA auch Prognosen über den weiteren Verlauf der Terminsituation treffen. Verschiebt sich z. B. ein Meilensteintermin trotz eingeleiteter Gegenmaßnahmen weiter nach hinten, so ist die Wahrscheinlichkeit, dass der geplante Termin eingehalten werden kann, sehr gering. Dies lässt sich durch die MTA frühzeitig erkennen und anhand der Grafik ablesen. Gerade bei Abhängigkeiten von Meilensteinen/Teilprojekten untereinander ist ein frühzeitiges Erkennen von Terminverschiebungen ungemein wichtig, um diese bei den nachfolgenden abhängigen Meilensteinen/Teilprojekten entsprechend berücksichtigen zu können.

## Einsatzbereiche der Meilensteintrendanalyse im Projekt
Die grafische Darstellung der Meilensteintrendanalyse ist für verschiedene Zwecke geeignet. Geeignete Adressaten können alle Projektbeteiligten sein. Hier können Schätzungen für den weiteren Verlauf der Meilensteintermine aus den bisherigen Trends abgeleitet werden. Des Weiteren wird die Terminsituation allen Beteiligten nochmals grafisch vor Augen geführt.
Aber auch für (Zwischen-)Berichte an das höhere Management eignet sich die MTA. Durch die grafische Darstellung lassen sich der Stand der Dinge sowie eventuell zu erwartende Terminverschiebungen verdeutlichen.
Des Weiteren sollte die MTA in keinem Projektabschlussbericht fehlen. Besonders für „Lessons Learned“ eignet sich die MTA, um das früheste Erkennen von Terminverschiebungen seitens des Projektmanagements aufzuzeigen und die eingeleiteten Gegenmaßnahmen und deren Auswirkungen zu diskutieren.

## Unterstützung der Methode durch Tools
Wegen der Einfachheit der Methode ist ihre manuelle Anwendung ohne spezielle Tools direkt auf dem Papier durchaus möglich. Die MTA Grafiken können aber auch mit zum Teil frei verfügbaren Macros bzw. Add-Ons für Microsoft Excel oder Microsoft Project bearbeitet werden.
Weiterhin gibt es cloud-basierte Web-Applikationen (SaaS – Software as a Service) mit denen die MTA Methode direkt online angewandt werden kann.